# Biserica „Sfântul Nicolae” din Cazaclia
Biserica „Sf. Nicolae” este o biserică amplasată în Cazaclia, Găgăuzia, Republica Moldova. Este un monument arhitectural de importanță națională inclus în Registrul monumentelor Republicii Moldova ocrotite de stat cu nr. 180 (raionul Ceadîr-Lunga). Datează din 1845.